# Bateria de sal fundido
Bateria ZEBRA
A bateria de sal fundido pertence a uma classe de baterias elétricas de alta temperatura de células primárias e secundárias que utilizam sal fundido como eletrólito. Na maioria dos casos o sal utilizado tem o sódio como base e esta bateria é comumente denominada bateria de sal líquido. Este tipo de bateria apresenta alta densidade de energia devido à seleção adequada dos pares reagentes e também à alta densidade de potência graças à alta condutividade do eletrólito de sal fundido.
Este tipo de bateria é utilizado onde há demanda para alta densidade de energia e alta densidade de potência. Historicamente, baterias térmicas têm sido utilizadas em sistemas de arma guiada como os mísseis superfície-ar. Essas características podem tornar as baterias de sal fundido recarregáveis um meio de armazenagem de energia preferencial para contrabalançar as usinas energéticas dependentes do ambiente (eólica, solar, etc). As baterias de sal fundido recarregáveis são uma tecnologia promissora para impulsionar os veículos elétricos. Funcionando a uma temperatura de operação de 400 ºC a 700 ºC, essas baterias possuem manuseio e segurança problemáticos, e exigem padrões rigorosos para a seleção dos outros componentes da pilha. Alguns modelos mais recentes, como a bateria ZEBRA, operam a uma variação de temperatura menor, de 245 ºC a 350 ºC.

## Células primárias
Chamadas de baterias térmicas, elas possuem um eletrólito sólido e inativo a temperaturas ambiente normais. A origem da bateria térmica remonta à II Guerra Mundial, quando o cientista alemão Dr. Ing. Georg Otto Erb desenvolveu as primeiras baterias térmicas práticas, utilizando uma mistura salina como eletrólito. Erb desenvolveu baterias para várias aplicações militares, incluindo o míssil V-1 e o foguete V-2, e sistemas de artilharia a fuzis. Entretanto, nenhuma dessas tecnologias entrou em campo de guerra antes do final da II Guerra Mundial. Seguindo o fim da guerra, Erb foi interrogado pelo serviço de inteligência britânico e seu trabalho foi compilado em um documento intitulado "The Theory and Practice of Thermal Cells". Esta informação foi posteriormente repassada à Divisão de Desenvolvimento de Artilharia do National Bureau of Standards.
Quando esta tecnologia chegou aos Estados Unidos em 1946, ela foi imediatamente aplicada para substituir os problemáticos sistemas baseados em líquidos que haviam sido utilizados anteriormente para fornecer energia à artilharia de espoletas de proximidade. Essa tecnologia tem sido utilizada para aplicações de artilharia (por exemplo, espoletas de proximidade) desde a II Guerra Mundial e desde então para armas nucleares. A bateria de sal fundido é a fonte energética primária de vários mísseis como o AIM-9 Sidewinder, MIM-104 Patriot, BGM-71 TOW, BGM-109 Tomahawk e outros. Nessas baterias o eletrólito é imobilizado quando fundido por um grau especial de óxido de magnésio que o mentém no lugar por meio da capilaridade. Esta mistura é comprimida em um cilindro formando um separador entre o ânodo e o cátodo de cada célula no corpo da bateria. Enquanto o eletrólito (sal) se mantiver em seu estado sólido a bateria permanecerá inerte e, portanto inativa. Cada célula também contém uma fonte de calor pirotécnica que é utilizada para aquecer a célula à temperatura de operação típica de 400 a 550c°.
Há dois modelos de bateria de sal fundido. Um utiliza uma faixa de espoleta (contendo cromato de bário e zircônio em pó em um papel de cerâmica) ao longo da borda da fonte de calor pirotécnica para iniciar a queima. A faixa de espoleta costuma ter sua ignição ativada por um ignitor elétrico ou rojão através da aplicação de uma corrente elétrica por sua estrutura. O segundo modelo utiliza um buraco no centro do corpo da bateria pelo qual o ignitor elétrico de alta energia acende uma mistura de gases quentes e partículas incandescentes. O modelo com um buraco central permite um intervalo de ativação muito menor (dezenas de milisegundos) contra as centenas de milisegundos requeridas pelo modelo com faixa e borda. A ativação da bateria também pode se dar através de uma espoleta, similar a um cartucho. É desejável que a fonte pirotécnica seja livre de gases. A fonte calorífica padrão normalmente consiste numa mistura de pó de ferro e perclorato de potássio em proporções de peso típicas de 88/12, 86/14, e 84/16. Quanto maior o nível de perclorato de potássio, maior a produção de calor (200, 259, e 297 calorias/grama, respectivamente).
Esta propriedade de armazenamento desativado possui o benefício duplo de evitar a deterioração dos materiais ativos durante o armazenamento e eliminar a perda de capacidade devido à autodescarga até a bateria ser utilizada. Essas baterias podem, portanto permanecer inativas indefinidamente (por mais de 50 anos) e fornecer potência máxima no momento em que for necessário. Uma vez ativada, a bateria de sal fundido fornece um forte fluxo de energia que pode variar de poucos segundos a até 60 segundos ou mais, em que a produção energética varia de poucos watts a vários kilowatts. A alta potência se deve à altíssima condutividade iônica do sal fundido, que é maior em três ordens de magnitude ou mais que o ácido sulfúrico da bateria de automóvel chumbo-ácida. Baterias térmicas mais antigas utilizavam ânodos de cálcio ou magnésio, com cátodos de cromato de sódio ou vanádio ou óxidos de tungstênio, mas os ânodos de ligas metálicas as substituíram na década de 1980, quando as ligas de lítio-silício passaram a ter predileção sobre as ligas de lítio-alumínio. O cátodo correspondente para os ânodos de liga de lítio é geralmente constiuído de dissulfeto de ferro (pirita), sendo o dissulfeto de cobalto mais utilizado para as aplicações de alta energia. O eletrodo é geralmente uma mistura eutética de cloreto de lítio e cloreto de potássio. Mais recentemente, outros eletrodos eutéticos de baixa temperatura de fusão baseados em brometo de lítio, brometo de potássio e cloreto de lítio ou fluoreto de lítio têm sido utilizados para estender a vida útil; estes eletrodos são também condutores superiores. Os eletrólitos de lítio integrais baseados em cloreto de lítio, brometo de lítio, e fluoreto de lítio (sem sais de potássio) também são utilizados apara aplicações de alta energia, devido à sua alta condutividade iônica.
Essas baterias são utilizadas quase que exclusivamente para fins militares, como por exemplo, em armas de tiro único como os mísseis guiados. No entanto, a mesma tecnologia foi estudada pelo Laboratório Nacional Argonne nos anos 1980 para uso possível nos veículos elétricos, já que a tecnologia é recarregável.
Um gerador termoelétrico de radioisótopos, por exemplo, pilhas de 90SrTiO4, pode ser utilizado para fornecimento de calor para a bateria de longo prazo após o seu ativamento, mantendo o estado de fusão.
|                                |  |                                           |
| Exterior de uma pilha térmica. |  | Esquema do interior de uma pilha térmica. |

## Células secundárias
Desde meados da década de 1960 tem havido um grande desenvolvimento para as baterias recarregáveis que utilizam o sódio (Na) para o eletrodo negativo. O sódio é um elemento atraente devido ao seu alto potencial de redução de -2.71 volts, seu baixo peso, sua natureza não tóxica e sua abundância e disponibilidade relativa e baixo custo. Para construir baterias funcionais, o sódio deve ser utilizado em sua forma líquida. Como o ponto de fusão do sódio é de 98 ºC, isto quer dizer que as baterias baseadas no sódio podem operar a altas temperaturas, tipicamente acima de 270 ºC.

### Bateria de sódio-enxofre
A bateria de sódio-enxofre (ou bateria NaS), junto com a relacionada bateria de lítio-enxofre compreende a um dos sistemas mais avançados de baterias de sal fundido. O atrativo da bateria NaS é o emprego de materiais eletrolíticos baratos e abundantes. Assim, a primeira bateria comercial produzida foi a bateria de sódio-enxofre, que utilizava enxofre líquido para o eletrodo opositivo e um tubo de cerâmica de eletrólito sólido de beta-alumina para o eletrólito. Descobriu-se que a corrosão dos isoladores era um problema no ambiente químico hostil na medida em que eles se tornavam condutores e a taxa de autodescarga aumentava. Um outro problema do acúmulo de sódio dendrítico nas baterias NaS levou ao desenvolvimento da bateria ZEBRA.
Devido à alta potência específica, propôs-se o uso das baterias NaS em aplicações espaciais. Um teste para o uso das baterias NaS no espaço foi demonstrado com êxito no missão espacial STS-87 em 1997, mas essas baterias não têm sido desde então operadas no espaço. Também foi proposto o seu uso no ambiente superaquecido de Vênus.
A bateria NaS atingiu um grau de desenvolvimento mais elevado que sua análoga de lítio. A bateria de íon-potássio foi patenteada recentemente.

### Na-NiCl2

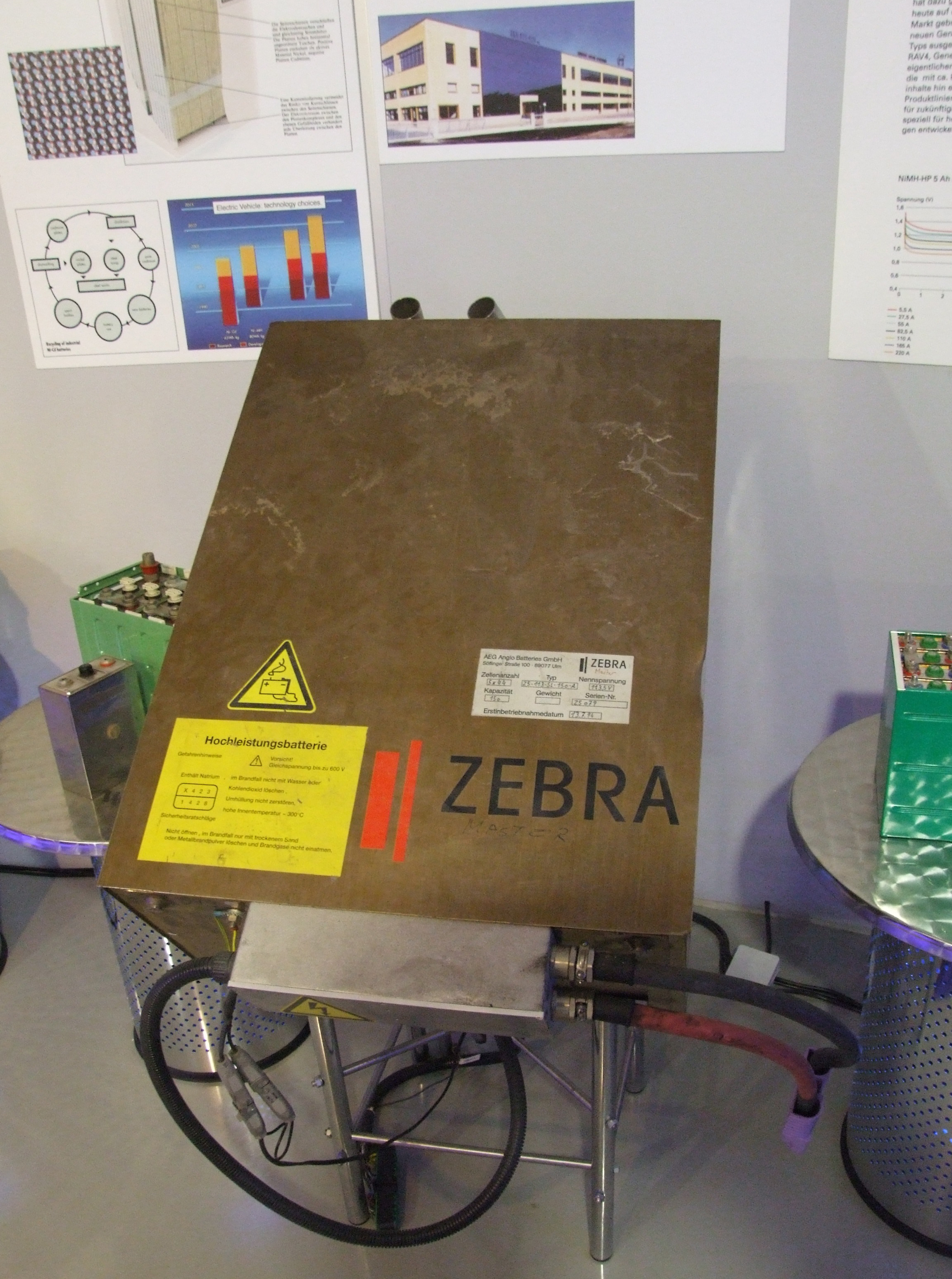
A bateria ZEBRA, exposta no Museu Autovision em Altlußheim, Alemanha.

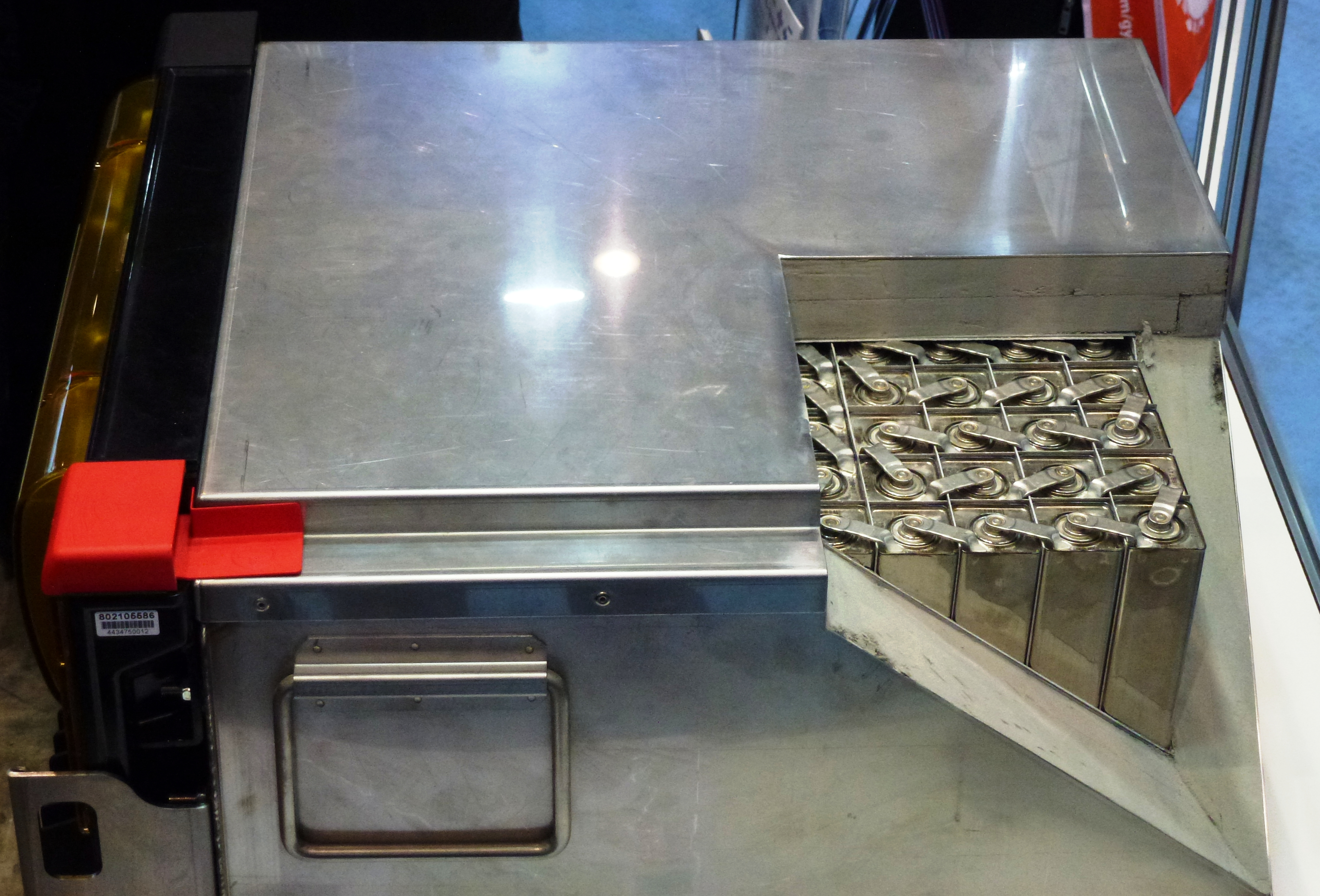
Bateria de sódio-níquel com células separadas por solda e isolamento térmico.

A bateria ZEBRA opera a 245 ºC e utiliza como eletrólito o cloro-alumínio de sódio (NaAlCl4) fundido, cujo ponto de fusão é de 157 ºC. O eletrodo negativo é constituído de sódio fundido. O eletrodo positivo é feito de níquel no estado descarregado e cloreto de níquel quando carregado. Como o níquel e o cloreto de níquel são quase insolúveis seja em estado natural ou no estado de fusão básico, procura-se evitar o contato entre as duas partes, fornecendo pouca resistência elétrica à transferência de carga. Como tanto NaAlCl4 quanto Na são líquidos à temperatura de operação, uma cerâmica de beta-alumina condutora de sódio é utilizada para separar o sódio líquido do NaAlCl4 fundido. Esta bateria foi inventada em 1985 pela equipe de pesquisa “Zeolite Battery Research Africa Project” (ZEBRA) liderada por Dr. Johan Coetzer no Council for Scientific and Industrial Research (CSIR) em Pretória, África do Sul. Esta bateria tem sido desenvolvida por mais de 25 anos. Seu nome técnico é bateria de Na-NiCl2.
A bateria ZEBRA possui uma energia específica e potência de (90 Wh/kg e 150 W/kg). Em comparação, as baterias de fosfato de ferro-lítio LiFePO4 armazenam 90–110 Wh/kg e as baterias íon-lítio LiCoO2 armazenam 150–200 Wh/kg. A bateria de nanotitanato de lítio armazena 72 Wh/kg em energia e pode fornecer uma potência de 760 W/kg . O eletrólito líquido da bateria ZEBRA se congela a 157 ºC, e a  temperatura de operação normal varia de 270 ºC a 350 ºC.
O eletrólito de beta-alumina desenvolvido para este sistema e muito estável, tanto para o sódio metálico quanto para o alumino cloreto de sódio. Os elementos primários utilizados na fabricação da bateria ZEBRA, Na, Cl e Al possuem reservas e produção mundiais muito mais vastas que o Li utilizados na bateria de íon lítio. Uma vida útil de 1,500 ciclos e cinco anos foi demonstrada para baterias grandes, e mais de 3,000 ciclos e oito anos para módulos de 10 e 20 células.
Em 2010 a General Electric anunciou a bateria Na-NiCl2 chamada bateria de haleto de sódio-metal, cuja vida útil é de 20 anos. A estrutura do cátodo de uma célula da GE consiste em uma rede de Ni condutora, um eletrólito de sal fundido e um coletor de corrente metálico, reservatório eletrolítico de carbono, e os sais ativos de haleto de sódio-metal.

### Sais fundidos de baixa temperatura
O Sumitomo Group desenvolveu uma bateria utilizando um sal que é fundido a 57 ºC, uma temperatura muito inferior àquela demandada pelas baterias de sódio. Esta bateria oferece densidades energéticas de até 290 Wh/L. Esta bateria só emprega materiais não-inflamáveis e não se incendeia em contato com o ar, e também não há perda de calor. Isto elimina a necessidade de equipamentos a prova de fogo ou explosões ou armazenamento de calor residual, e permite um agrupamento mais íntimo entre as células. A companhia espera que a bateria requeira metade do volume das baterias de íon lítio e um quarto das baterias de sódio-enxofre.

## Aplicações

### Veículos
A Van Elétrica Modec usa as baterias ZEBRA para o modelo 2007, assim como o IVECO daily lançado no mercado em 2010. Th!nk City possui opção para a bateria ZEBRA. Em 2011, o US Postal Service iniciou testes de cinco vans de entrega, uma das quais utiliza a bateria ZEBRA.
Quando não utilizadas, as baterias ZEBRA são continuamente carregadas de forma que seus sais permaneçam em estado de fusão e elas estejam prontas para utilização imediata. Se o carregamento for interrompido e seus sais se solidificar, seu reaquecimento pode demandar mais de dois dias para que a temperatura ideal seja atingida e ela funcione plenamente. Este intervalo de reaquecimento varia dependendo do nível da carga da bateria no momento da interrupção do carregamento. Após a desativação de uma bateria em plena carga a perda de energia completa e solidificação leva de 3 a 4 dias.

## Pesquisa atual

### Células de magnésio-antimônio
Em 2009, Donald Sadoway e sua equipe propuseram uma bateria de sal fundido de baixo custo baseada em magnésio e antimônio separados por um sal que poderia ser potencialmente utilizada em sistemas estacionários de armazenamento de energia. A pesquisa nessa tecnologia vem sendo financiada pela ARPA-E. Dados experimentais mostraram que a eficiência da armazenagem é de 69%, ela possuía uma boa capacidade de armazenagem (acima de 1000mAh/cm2) e vazamento relativamente baixo (< 1 mA/cm2) e alta capacidade máxima de descarga (acima de 200mA/cm2).